# Blokskib
Et blokskib er et linjeskib uden rigning, dvs. sejl m.m.. Blokskibe lå derfor forankret (også under søslag), men var udstyret med kanoner. Grundet deres manglende manøvredygtighed blev blokskibe anvendt til forsvar af stillinger som f.eks. i forbindelse med Slaget på Reden i 1801.
| Historie | Spire Denne historieartikel er en spire som bør udbygges. Du er velkommen til at hjælpe Wikipedia ved at udvide den. |